# Targis (Schiff)
Die 1925 von der Roland-Linie in Dienst gestellte Targis war ein bei Frerichs im Ersten Weltkrieg gebautes Frachtschiff. Am 15. März 1915 als Wolfram vom Stapel gelaufen, war sie das größte je für die Hamburg-Bremer Afrika-Linie fertiggestellte Schiff, das allerdings wegen des Weltkriegs nie von der Reederei genutzt wurde. Nach ihrer Auslieferung 1919 kam es unter britischer Flagge in Fahrt. 1920 wurde das Schiff von David Steamship Company angekauft und an die Vereenigde Nederlandsche Scheepvaart Maatschappij weitergegeben. Als Rijperkerk in Fahrt, sank sie im November 1923 vor Bastia nach einem Brand.
Die Roland-Linie erwarb das Schiff von den Versicherern und stellte es am 4. September 1925 als Targis in Dienst. Durch die Eingliederung der Linie kam das Schiff Anfang 1926 zum Norddeutschen Lloyd (NDL).
Am 18. Juli 1930 geriet das Schiff auf der Rückreise von Chile nach Deutschland erneut in Brand und sank im Atlantik auf 33° 56′ 0″ N, 50° 11′ 0″ W.

## Geschichte des Schiffes
Am 15. März 1915 lief in Einswarden auf der Werft von J. Frerichs & Co der Neubau 268 als Wolfram für die Hamburg-Bremer Afrika-Linie (HBAL) vom Stapel. Der 130,7 m lange und 16,7 m breite Neubau erhielt eine Vierfach-Expansionsmaschine von 3200 PS, die eine Dienstgeschwindigkeit von 11,5 Knoten kn ermöglichte.

Das Schiff glich damit weitgehend der am 1. April 1914 fertiggestellten Kamerun (5861 BRT, BNr. 267) der Hamburg-Amerikanische Packetfahrt-Actien-Gesellschaft (Hapag), die mit der Woermann-Linie und der HBAL seit 1908 den deutschen Gemeinschaftsdienst nach Westafrika bediente. Dieses bereits im Bau befindlichen Schiff hatte die Hapag 1913 angekauft. Es fiel 1914 in Douala als größtes und modernstes deutsches Schiff in die Hände der Briten, die es ab 1915 als Cameronian einsetzten. 1917 wurde das Schiff im Mittelmeer durch ein deutsches U-Boot versenkt.
Die Wolfram war mit ihren 5887 BRT der größte je für die HBAL fertiggestellte Neubau, die bis dahin mit der Answald und der Winfried nur zwei Schiffe von über 5000 BRT erhalten hatte.  Allerdings kam die Wolfram wegen des Krieges nie für die Gesellschaft zum Einsatz, da sie nach ihrer Fertigstellung bis zum Kriegsende aufgelegt wurde und dann nach den Kapitulationsbedingungen an die Siegermächte abzuliefern war.

Sie war das dritte bei der Frerichswerft gebaute Schiff der Reederei nach Winfried (1911, 5355 BRT, BNr. 204) und Wigbert (1912, 3367 BRT, BNr. 251). Diese Werft lieferte ab 1920 alle neun Neubauten der Reederei nach Ende des Krieges. Die Ingo (1926, 3950 BRT, BNr. 396), der letzte und größte Nachkriegs-Neubau, kam erst nach der Eingliederung der Reederei direkt in den Dienst des NDL.

### Unter fremden Flaggen
Am 27. März 1919 wurde die Wolfram nach Großbritannien ausgeliefert und von der Reederei P. Henderson & Co. in Glasgow eingesetzt, die auf den Verkehr nach Burma spezialisiert war. 1920 wurde das Schiff vom Shipping Controller an die David Steamship Company in London verkauft, die es unter dem neuen Namen Netley Abbey einsetzte. Diese britische Gesellschaft war von den holländischen Reedereien Vereenigde Nederlandsche Scheepvaart Maatschappij (V.N.S.M.) und Koninklijke Nederlandsche Stoomboot Maatschappij (K.N.S.M.) gegründet worden, um sich am Ankauf ausgelieferter deutscher Tonnage beteiligen zu können. Sie erwarb 17 ehemals deutsche Schiffe, die dann an niederländische Reedereien mit Billigung der britischen Regierung weitergegeben wurden.

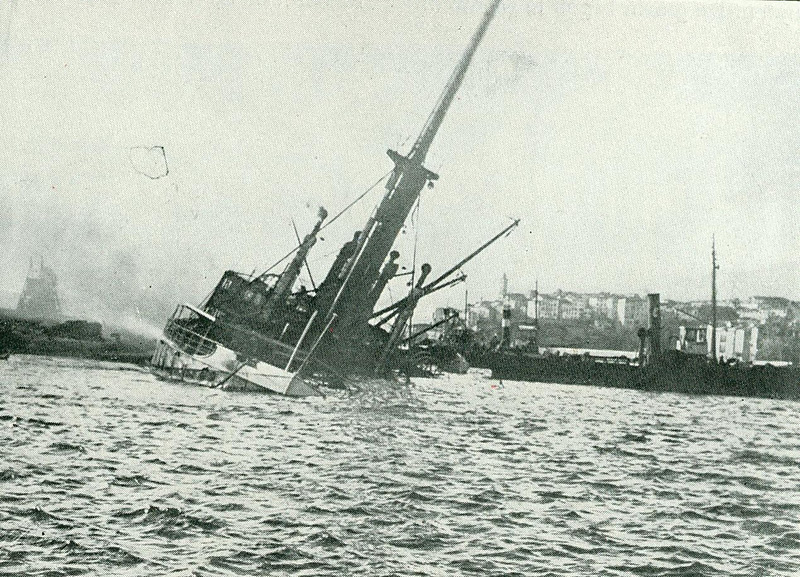
Die in Bastia gesunkene Rijperkerk ex Wolfram

Die Netley Abbey ging schon 1921 in den Besitz der V.N.S.M. über und wurde in Rijperkerk umbenannt. Die niederländische Reederei war eine Neugründung durch eine Vielzahl niederländischer Reedereien, die insbesondere die Afrika-Verkehre der deutschen Linien an sich ziehen sollte. Sie übernahm 1921/1922 fünfzehn ehemals deutsche Frachtschiffe zwischen 5137 und 8864 BRT.
Am 17. November 1923 geriet die Ladung der Rijperkerk auf einer Rückreise aus Ostafrika nach Amsterdam im Mittelmeer in Brand und das Schiff wurde nach Bastia eingeschleppt und dort von der französischen Marine auf Grund gesetzt, um das Feuer zu ersticken. Die holländische Reederei überließ das Wrack den Versicherungen, die es im Februar 1924 heben ließen und die Reparatur betrieben, um das Schiff zu verkaufen. Das nach Geestemünde geschleppte, abgedichtete Wrack wurde 1925 bei der Tecklenborgwerft zum weiteren Einsatz hergerichtet, um einen deutschen Käufer zu finden.

### Wieder unter Deutscher Flagge

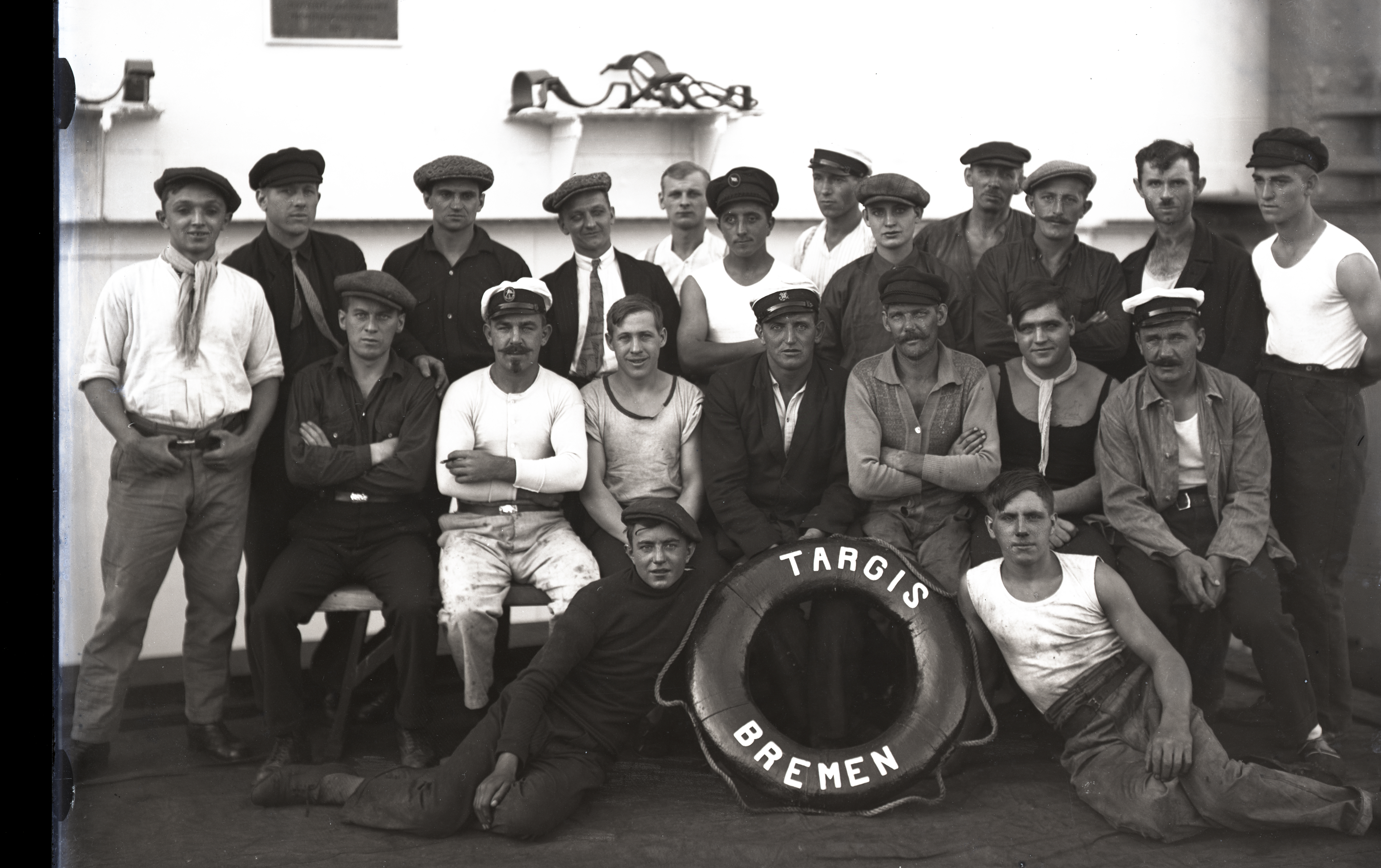
Besatzung der Targis

Am 3. September 1925 stellte die Bremer Roland-Linie die ehemalige Wolfram als Targis in Dienst.  Das Schiff kam nun im Rahmen des „Deutschen Westküsten-Dienst“s von Bremen (oder Hamburg) nach Chile zum Einsatz. Die meisten Abfahrten erfolgten durch den Panamakanal zur südamerikanischen Westküste. Schon zum Jahresende gliederte der Norddeutsche Lloyd die von ihm abhängige Linie vollständig in die Großreederei ein.  Allerdings fuhren die Schiffe weiter im Rahmen des Westküstendienstes unter der alten Reedereiflagge. Die Targis blieb auch weiter im Westküstendienst, obwohl auch die HBAL in ähnlicher Weise eingegliedert worden war und es grundsätzlich Wechsel der Fahrtgebiete gab.

### Das Ende derTargis

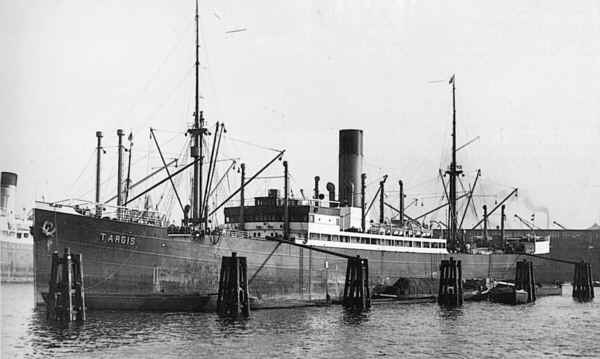
Die Targis in Hamburg

Am 18. Juli 1930 geriet die Targis auf der Rückreise von Chile nach Deutschland in der Nähe der Azoren infolge Selbstentzündung der Salpeter-Ladung in Brand. Der Funker sandte gleich nach den ersten Explosionen an Bord das SOS aus, das von mehreren Schiffen, u. a. dem Motorschiff Rangitata (1929, 16737 BRT), dem Dampfer Certalis und der Santa Aurora beantwortet wurde. Als das Feuer auch auf Brücke und Funkstation übergriff, verließen der Funker und die Schiffsleitung das brennenden Schiff. Die Besatzung und Passagiere der Targis konnten von der inzwischen herbeigeeilten Rangitata ohne Verluste an Menschenleben übernommen werden.

### Die Afrikaschiffe der Frerichswerft
| Name         | BauNr.  | BRT  | Länge | Stapellauf in Dienst  | weiteres Schicksal |
| Winfried     | Nr. 204 | 5355 | 124,5 | 17.12.1910 04.1911    | HBAL 1914/15 Torpedoboot-Reparaturschiff in Cuxhaven, 1919 ausgeliefert: Siam City Cardiff, 1927 nach Jugoslawien, August 1958 verschrottet                                                      |
| Wigbert      | Nr. 251 | 3367 | 104,5 | 21.02.1912 25.04.1912 | HBAL, 1914 in der Heimat, 1919 ausgeliefert, nicht eingesetzt, 1921 Rückkauf durch HBAL, umbenannt in Walburg, ab 1922 dann Henner, 1932 an die Sowjetunion verkauft: Okhotsk, 1960 verschrottet |
| Kamerun      | Nr. 267 | 5861 | 130,0 | 11.12.1913 1.04.1914  | Hapag, 1914 in Duala, auf Grund gesetzt, 1915 von den Briten gehoben und repariert, als Cameronian im Einsatz, am 2. Juni 1917 durch UC 34 nordwestlich Alexandria torpediert und versenkt       |
| Wolfram      | Nr. 268 | 5887 | 130,7 | 15.03.1915 01.1917    | (HBAL) 1917 aufgelegt, 1919 ausgeliefert, 1925 Ankauf Roland-Linie Targis, 1930 in Brand und gesunken                                                                                            |
|              |         |      |       | nach WK I             | alle von HBAL bestellt |
| Winfried (2) | Nr. 300 | 3751 | 110,5 | 06.1920 30.10.1920    | 1926 NDL, 1935 an Deutsche Levante Linie: Yalova, am 3. Oktober 1941 vor Griechenland durch britisches U-Boot Tetrarch torpediert und versenkt                                                   |
| Wigbert (2)  | Nr. 301 | 3648 | 110,5 | 29.12.1920 23.04.1921 | 1926 NDL, 1934 an Deutsche Afrika Linien (DAL), am 10. April 1940 vor Norwegen durch britisches U-Boot Triton torpediert und versenkt                                                            |
| Wolfram (2)  | Nr. 302 | 3648 | 110,5 | 06.1921 20.08.1921    | 1926 NDL, 1934 an DAL, am 10. Februar 1942 vor Vlieland torpediert und versenkt |
| Arnfried (2) | Nr. 315 | 2332 | 90,3  | 10.1921 02.1922       | 1926 NDL, 1932 an Sowjetunion: Ladoga, 1959 verschrottet |
| Irmgard (3)  | Nr. 316 | 2328 | 90,3  | 02.1922 05.1922       | 1926 NDL, 1932 an Sowjetunion: Luga, 1959 verschrottet |
| Friderun (2) | Nr. 317 | 2327 | 90,3  | 06.1922 10.09.1922    | 1926 NDL, 1927 neue Maschine, 1932 Passagiereinrichtung, 1940 in Menado beschlagnahmt: Meroendong, 1942 als Blockschiff versenkt                                                                 |
| Ivo (3)      | Nr. 318 | 2329 | 90,3  | 15.11.1922 21.12.1922 | 1926 NDL, 1932 an Sowjetunion: Svir, 1959 verschrottet |
| Immo (3)     | Nr. 319 | 2329 | 90,3  | 02.1923 10.04.1923    | 1926 NDL, 1932 an Sowjetunion: Volkovd, 1959 verschrottet |
| Ingo (3)     | Nr. 396 | 3950 | 116,6 | 02.1926 9.05.1926     | 1926 NDL, 1934 DAL, am 27. Januar 1941 vor Libyen durch britische Fairey Swordfish torpediert und versenkt                                                                                       |